# Idaea inobtrusa
Idaea inobtrusa là một loài bướm đêm trong họ Geometridae.